# Remain (Ort)
Remain ist eine osttimoresische Siedlung im Suco Tulataqueo (Verwaltungsamt Remexio, Gemeinde Aileu).

## Geographie und Einrichtungen
Der Weiler (Bairo) Remain liegt im Süden der Aldeia Roluli in einer Meereshöhe von 1050 m. Der Ort liegt an der Überlandstraße, die die Orte Laclo und Remexio verbindet. Westlich schließt sich der Weiler Reamer direkt an. Die Zentrale Grundschule (Escola Básica Central EBC) Roluli befindet sich in der Mitte zwischen den Orten. Im Nordosten folgt nach einer weiteren kleinen Siedlung die Dörfer Aicurus und Raileten.